# Giulio Giglioli
Giulio Quirino Giglioli (Roma, 25 marzo 1886 – Roma, 11 novembre 1957) è stato un archeologo e politico italiano.

## Biografia
Dopo aver frequentato il liceo classico Ennio Quirino Visconti di Roma, consegue alla laurea in lettere classiche nel 1904 con Emanuel Löwy sei anni dopo approfondendo le decorazioni del trono di Zeus fidiaco a Olimpia. Nello stesso anno diventa assistente di Archeologia e Storia dell'Arte Antica. Nel 1912 diventa ispettore archeologo al museo archeologico nazionale di Napoli, per poi essere trasferito l'anno successivo al museo nazionale etrusco di Villa Giulia a Roma. Durante l'esplorazione dell'Etruria meridionale e del territorio falisco si dedica soprattutto a Veio, dove scava dal 1914 e, con una parentesi dovuta alla guerra, al 1916, riportando alla luce grandi statue fittili tra cui il celebre Apollo.
Nel 1934 fu deputato alla Camera per il Partito Nazionale Fascista. Dal 1939 al 1943 fu Consigliere nazionale della Camera dei Fasci e delle Corporazioni.
Negli anni Cinquanta fu tra i principali ideatori del Museo della Civiltà Romana inaugurato nel 1955.
Fu socio corrispondente dell'Accademia dei Lincei, accademico di San Luca, accademico d'Italia, membro e poi presidente onorario dell'Istituto Nazionale di Studi Etruschi ed Italici, dell'Istituto Nazionale di Studi Romani e del Consiglio Superiore di Antichità e Belle Arti, socio della Pontificia accademia romana di archeologia. Suo allievo è stato l'archeologo e museologo Carlo Pietrangeli.

## Omaggi
- Nel 1970 gli è stata dedicata una via a sud-ovest di Roma, in zona Casal Palocco.